# Hegedűs Ferenc (újságíró)
Hegedűs Ferenc (Szombathely, 1902. január 6. – Szombathely, 1964. augusztus 26.) magyar újságíró, kritikus, helytörténeti író.
Jogi tanulmányai elvégzését követően Szombathelyen lett városi tisztviselő. Az 1920-as évek elején a Vasvármegye című napilap munkatársa lett. Tagja volt a szombathelyi Faludi Ferenc Irodalmi Társaságnak, a Társaság folyóiratának (Irott kő) kritikusa.